# Gare de Homiel-Passagers
La gare de Homiel (en biélorusse : Жлобін (станцыя) ; en ukrainien : Жлобин-Пасажирський) est la gare ferroviaire de Homiel.

## Situation ferroviaire
Elle  se trouve sur la ligne électrifiée Minsk - Gomel. Les trains de voyageurs et à grande vitesse relient les villes de Moscou et Saint-Pétersbourg, Minsk. 

## Histoire
La gare de Gomel a été construite en 1873. Détruite lors de la seconde guerre mondiale, elle fut reconstruite en 1946.
Le 26 novembre 1996 un nouveau bâtiment accolé est construit.

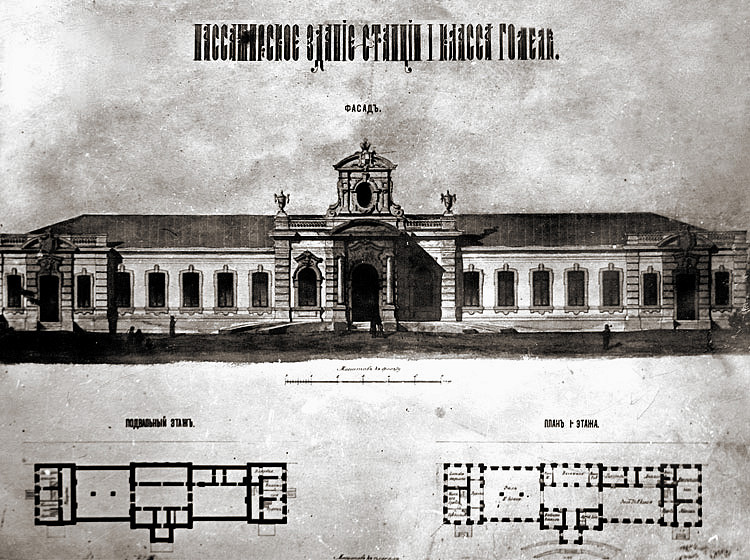
Au XIXe siècle, sur plan.
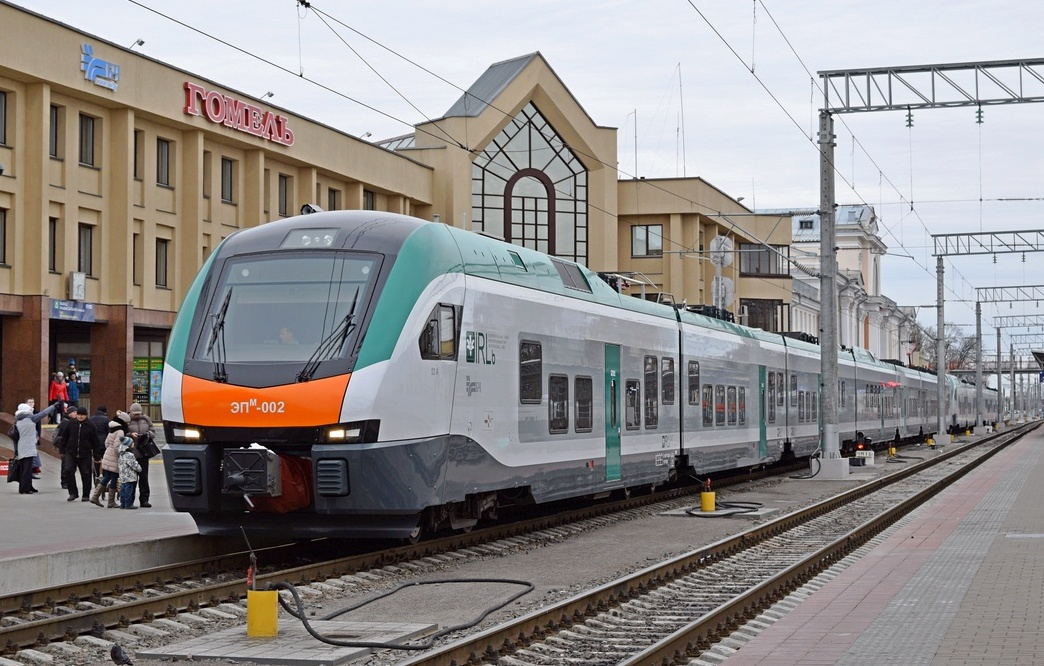
Côté voies avec train électrique.

### Accueil

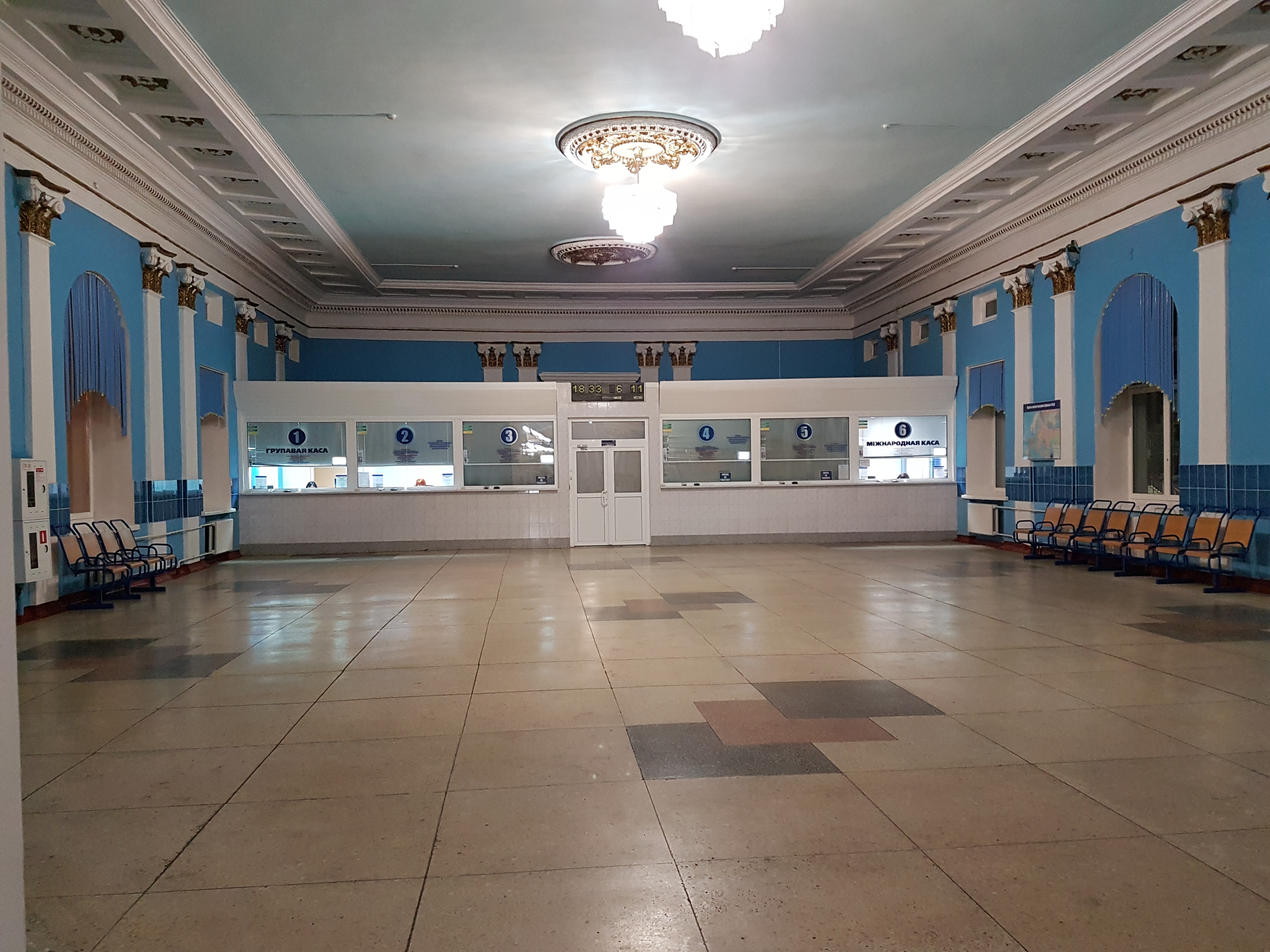
Accueil passagers.

### Desserte

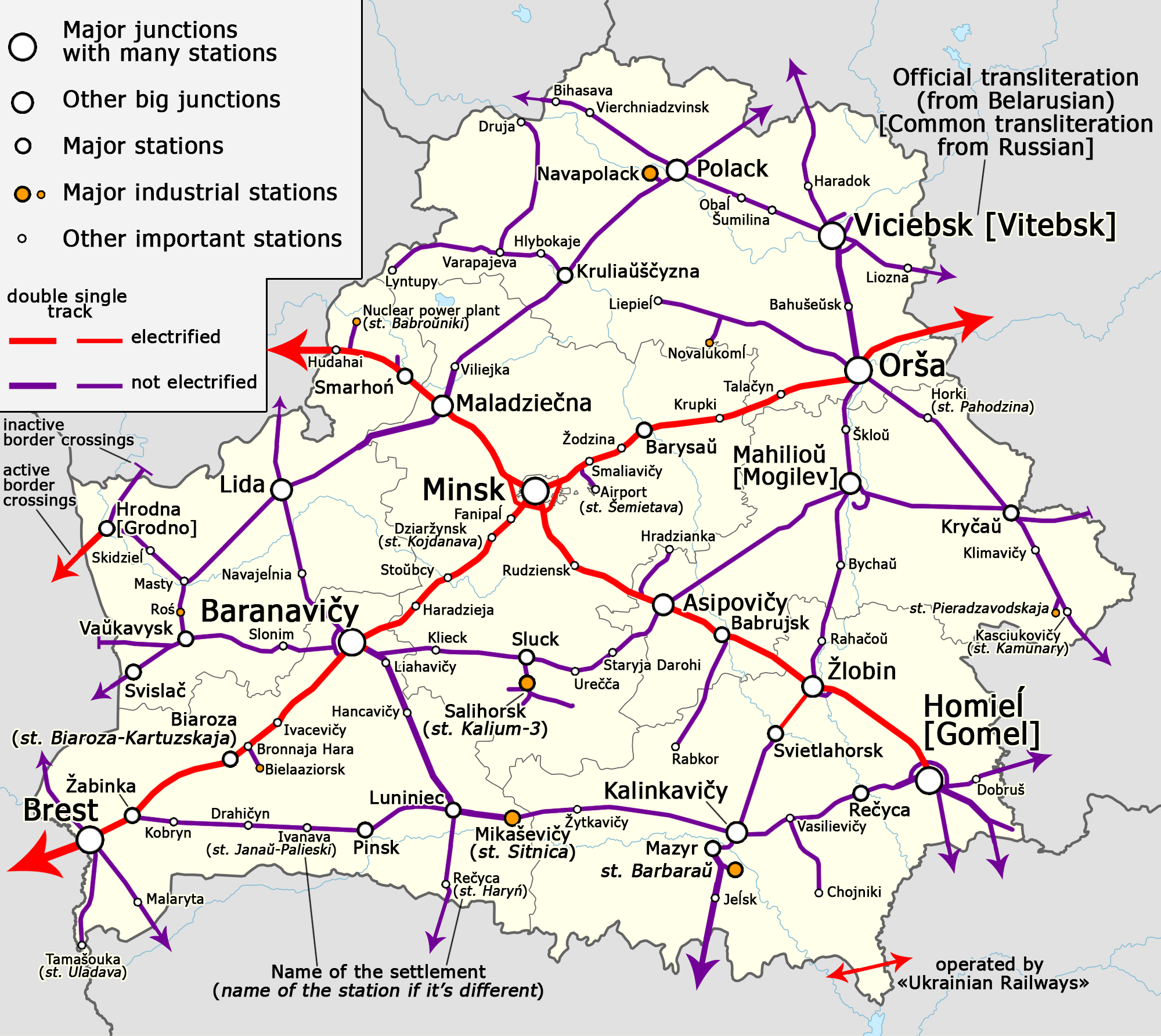
Le réseau ferroviaire.